# 哈尔滨市松北区“8·25”火灾事故
45°47′23″N 126°36′23″E / 45.78963°N 126.606407°E
哈尔滨市松北区“8·25”火灾事故发生于2018年8月25日凌晨，位于松北区太阳岛风景区北龙温泉休闲酒店发生火灾。事故共造成20人死亡，被定性为一起重大责任事故。

## 救援
8月25日凌晨4时36分，哈尔滨市消防支队指挥中心接到报警称，位于松北区太阳岛风景区平原街18号北龙温泉休闲酒店发生火灾。

## 后续情况
8月25日，酒店法定代表人张某平因涉嫌消防责任事故罪被刑事拘留，另有酒店两名管理人员正在接受调查。
8月25日下午，哈尔滨市政府新闻办召开新闻发布会，通报火灾事故情况，过火面积约400平方米，起火原因和死者身份正在调查核实中。
8月29日，哈尔滨市警方发布悬赏通报，悬赏30万缉捕酒店负责人李艳滨。8月30日，李艳滨被警方抓获。

### 事故原因
9月3日，黑龙江省人民政府事故调查组发布消息称，此次火灾系酒店风机盘管机组电气线路短路引燃塑料绿植装饰材料导致。事故调查结束后，哈尔滨市纪委监委成立由副书记任组长的事故问责调查组，启动问责调查工作。
2019年1月31日，黑龙江省应急管理厅发布了事故的调查报告，认定此次火灾事故是一起责任事故。经调查，认定起火原因是二期温泉区二层平台靠近西墙北侧顶棚悬挂的风机盘管机组电气线路短路，形成高温电弧，引燃周围塑料绿植装饰材料并蔓延成灾，且酒店消防安全管理混乱，消防安全主体责任不落实。报告同时指出，北龙汤泉酒店实际控制人、实际出资人、时任燕达宾馆董事长、总经理李艳滨与北龙汤泉酒店法定代表人张伟平涉嫌消防责任事故罪，建议对二人均处以17余万元的罚款，且终身不得担任本行业生产经营单位的主要负责人，目前二人已被松北区检察院批准逮捕。另外包括二人在内，共有20人涉嫌刑事犯罪被追究刑事责任或被建议移送司法机关，另有多人被给予不同程度党纪、政务处分和组织处理。报告同时建议对北龙汤泉酒店、燕达宾馆、吉林建银实业有限责任公司和太阳岛风景区资产经营有限公司四家单位处以不同程度行政处罚。